# Bunny Ragnerstam
Stig Bunny Ragnerstam, född 16 oktober 1944 i Eskilstuna, död 10 april 2025 i Ystad, var en svensk författare och journalist. Han var ordförande i Sveriges Författarförbund 1998–2002.
Ragnerstam var journalist vid Falu Kuriren från 1962, vid Kristianstadsbladet från 1965 och vid Arbetet 1970–1975. Därefter blev han heltidsförfattare. Åren 1972–2011 gav han ut 15 böcker.
Ragnerstam växte upp i Falun. Hans genombrott som författare kom 1974 med Innan dagen gryr, upptakten till en  svit om fyra dokumentärromaner (1974–1978). I dessa gestaltar han 1880-talets sociala konflikter som de tedde sig i Kristianstad, där han då bodde. I romanserien En svensk tragedi, vars två delar har titlarna Uppkomlingen (1980) och Ett prima liv (1983), följer Ragnerstam en bruksarbetarsons karriär från 1920-talet till 1960-talet. Åren 1986–1990 utkom Arbetare i rörelse (i två delar) och Orons år, vilka beskriver den socialistiska rörelsens förhistoria i Sverige. Romanen Slutet på ett sekel skildrar tre familjers öden från 1960 och drygt tjugo år framåt. Senare har Ragnerstam utkommit med kriminalromaner.
TV-serien Kråsnålen från 1988 baseras på Ragnerstams böcker om arbetarrörelsens historia.
Han var kusin till skådespelaren Göran Ragnerstam.
Ragnerstam var en duktig fotbollsspelare och värvades 1965 från Falun till IFK Kristianstad, som då spelade i division II södra (näst högsta serien). Fotbollen var således orsaken till att han flyttade till Skåne från Dalarna.

## Priser och utmärkelser
- 1976 – Kristianstad kommuns kulturstipendium[4]
- 1978 – Tidningen Vi:s litteraturpris
- 2006 – Ture Nerman-priset